# Samuel Coleridge-Taylor
Samuel Coleridge-Taylor (ur. 15 sierpnia 1875 w Londynie, zm. 1 września 1912 w Croydon w hrabstwie Surrey) – brytyjski kompozytor.

## Życiorys
Syn Angielki i lekarza pochodzącego z Sierra Leone. Ojciec powrócił do Afryki, pozostawiając małego Samuela wraz z matką w Anglii. Uczył się gry na skrzypcach, następnie w latach 1890–1897 studiował w Royal College of Music w Londynie w klasie kompozycji Charlesa Villiersa Stanforda. Już w czasie studiów wykonywano komponowane przez niego utwory kameralne i wokalne. W 1896 roku wykonano Symfonię a-moll, zaś w 1898 roku Ballade na orkiestrę. Wykonana w 1898 roku pod dyrekcją Charlesa Villiersa Stanforda kantata Hiawatha’s Wedding Feast, oparta na poemacie Henry’ego Wadswortha Longfellowa Pieśń o Hajawacie, zapewniła kompozytorowi gwałtowną popularność w Wielkiej Brytanii i USA. Do poematu Longfellowa powracał później jeszcze trzykrotnie, komponując Overture to the Song of Hiawatha (1899) oraz dwie kantaty The Death of Minnehaha (1899) i Hiawatha’s Departure (1900).
Prowadził aktywną działalność jako dyrygent. W latach 1901–1904 dyrygował Westmorland Festival, a następnie od 1904 roku do śmierci Handel Society. Od 1903 roku prowadził klasę kompozycji w Trinity College of Music w Londynie, a od 1910 roku w londyńskiej Guildhall School of Music and Drama. Trzykrotnie, w 1904, 1906 i 1910 roku, odbył tournée po Stanach Zjednoczonych. Zmarł na zapalenie płuc. Jego syn Hiawatha był dyrygentem, natomiast córka Avril Gwendolen kompozytorką, dyrygentką i publicystką muzyczną.

## Twórczość
Jako kompozytor pozostawał pod pewnym wpływem późnej twórczości Antonína Dvořáka. Silnie identyfikował się ze swoją przynależnością do rasy czarnej i w swoich kompozycjach obficie czerpał z muzyki murzyńskiej, zarówno amerykańskiej, jak i rdzennie afrykańskiej. Po występach w Nowym Jorku zyskał sobie miano czarnego Mahlera.
Zasłynął głównie jako twórca krótszych form muzycznych, często zestawionych do formy suit. Poza cieszącym się olbrzymią popularnością cyklem opartym na Pieśni o Hajawacie skomponował także kantaty Meg Blane (1902), The Atonement (1903), Kubla Khan (1906) i A Tale of Old Japan (1912). Był również autorem opery Thelma (1907–1909), która jednak nie doczekała się premiery. Ponadto skomponował m.in. Symphonic Variations on an African Air (1906), 24 Negro Melodies na fortepian (1908), koncert skrzypcowy (1912), różne mniejsze utwory na fortepian, utwory kameralne i pieśni.